# Sankt Ulrich am Waasen
Sankt Ulrich am Waasen is een gemeente in de Oostenrijkse deelstaat Stiermarken, en maakt deel uit van het district Leibnitz.
Sankt Ulrich am Waasen telt 787 inwoners.
Allerheiligen bei Wildon ·
Arnfels ·
Ehrenhausen an der Weinstraße ·
Empersdorf ·
Gabersdorf ·
Gamlitz ·
Gleinstätten ·
Gralla ·
Großklein ·
Heiligenkreuz am Waasen ·
Heimschuh ·
Hengsberg ·
Kitzeck im Sausal ·
Lang ·
Lebring-Sankt Margarethen ·
Leibnitz ·
Leutschach an der Weinstraße ·
Oberhaag ·
Ragnitz ·
Sankt Andrä-Höch ·
Sankt Georgen an der Stiefing ·
Sankt Johann im Saggautal ·
Sankt Nikolai im Sausal ·
Sankt Veit in der Südsteiermark ·
Schwarzautal ·
Straß in Steiermark ·
Tillmitsch ·
Wagna ·
Wildon